# Antonino De Luca

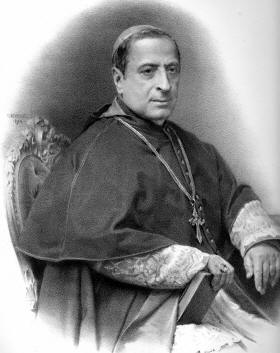
Erzbischof Antonino De Luca (zeitgenössische Lithografie von 1860)

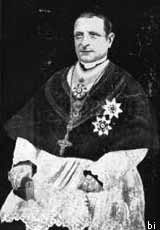
Antonino De Luca (Foto um 1860)

Antonino Saverio De Luca (* 28. Oktober 1805 in Bronte; † 28. Dezember 1883 in Rom) war ein italienischer Kardinal und Bischof.

## Leben
Nach Studien am Collegio Capizzi in Bronte und an den Priesterseminaren von Monreale und Neapel kam Antonino De Luca 1829 nach Rom, wo er von 1833 bis 1836 Privatsekretär des Kardinals Thomas Weld war. Er empfing am 10. Februar 1839 im Alter von 33 Jahren in Rom die Priesterweihe. Am 24. November 1845 wurde er zum Bischof von Aversa ernannt. Die Bischofsweihe spendete ihm am 8. Dezember 1845 Kardinal Giacomo Filippo Fransoni in der römischen Kirche SS. Trinità a Montecitorio, Mitkonsekratoren waren die Kurienbischöfe Giovanni Brunelli und Giovanni Battista Rosani.
Am 22. Dezember 1853 wurde er als Titularerzbischof von Tarsus eingesetzt. Papst Pius IX. bestellte ihn am 24. Dezember 1853 zum  Päpstlichen Nuntius in München und am 9. September 1856 wurde er Apostolischer Nuntius am Kaiserhof in Wien.
Am 16. März 1863, im Alter von 57 Jahren, wurde De Luca zum Kardinalpriester von Santi Quattro Coronati ernannt. Von 1864 bis 1878 war er Präfekt der Indexkongregation. Von 1873 bis 1874 war er Kämmerer des Heiligen Kardinalskollegiums. 1878 wurde er zum Kardinalbischof von Palestrina und zum Vizekanzler der Heiligen Römischen Kirche ernannt und erhielt den titulus San Lorenzo in Damaso in commendam. Er nahm am Ersten Vatikanischen Konzil und am Konklave zur Wahl Leos XIII. teil.
1883 berief der Papst ihn in die Kardinalskommission für die Historischen Studien. Noch im selben Jahr starb De Luca im Alter von 78 Jahren in Rom und wurde auf dem dortigen Friedhof Campo Verano beigesetzt.